# Ільницький Людвіг Якович
Ільницький Людвіг Якович (21 квітня 1930 року, с. Козинці Турбівського району Вінницької області) — доктор технічних наук, професор, заслужений діяч науки і техніки України, заслужений професор НАУ, академік Транспортної академії України, академік Міжнародної Академії інформатизації.

## Біографія[1]
- Студент електротехнічного факультету Львівського політехнічного інституту (тепер Національний університет «Львівська політехніка») (1949—1951);
- Обіймає інженерні посади в Науково-дослідному інституті Міністерства радіотехнічної промисловості у м. Новосибірську (Росія) (1951);
- 1956 — одружився з Маргаритою Володимирівною Тіпаковою (1929—2007) — піаністкою і педагогом.
- Обіймає посаду асистента кафедри теоретичної радіотехніки Львівського політехнічного інституту (1956—1958);
- Захищає дисертацію на тему: «Методы осицилографического исследования дифференциальных параметров електронных ламп» на здобуття вченого ступеня кандидата технічних наук (1958);
- Обіймає посаду доцента кафедри «Теоретичні основи радіотехніки» Новосибірського електротехнічного інституту (1958);
- Працює в Інституті автоматики Держплану УРСР (1959—1961);
- Переходить працювати до Київського інституту цивільного повітряного флоту (1961);
- Завідувач кафедри радіотехнічного факультету (1962—2000);
- Захищає дисертацію на тему «Применение дробно-рациональных приближений в теории функциональных преобразователей» на здобуття наукового ступеня доктора технічних наук (1970);
- Присвоєння вченого звання професора (1971);
- Член вченої ради університету (1971—2000);
- Член спеціалізованих вчених рад ВАК СРСР та України (1971—2000);
- Член редколегії збірників наукових праць, журналу «Радиолюбитель» видавництва «Советское радио», Голова бюро секції електромагнітної сумісності НТТ РЕЗ України, член Української національної осоціоції «Антени» (1971—2010);
- Член Всесоюзної науково-методичної комісії Мінвузу СРСР з питань електромагнітної сумісності (1972—1991);
- Обраний академіком Академії зв'язку України (1993);
- Академік Транспортної академії України (1994);
- Академік Міжнародної академії інформатизації ООН (1994);
- Заслужений професор НАУ (2000).

## Премії на нагороди[1]
- Нагороджений медаллю «За доблесну працю» (1970);
- Нагороджений ювілейним нагрудним знаком «Відмінник Аерофлоту» (1973);
- Нагороджений Почесною грамотою Президії Верховної Ради УРСР (1979);
- Удостоєний звання «Заслужений діяч науки і техніки України» (1991);
- Відзнака Міністерства освіти і науки України «Відмінник освіти України» (1999).

## Наукові праці[1]
- Электронный дифференциатор / Л. Я. Ильницкий // Науч.-техн. конф. общ-ва НТОРЭС им. А. С. Попова: труды секции радиосвязи, радиовещания и телевидения. — К. : Общ-во НТОРЭС, 1957. — Вып. 1. — С. 25-30.
- Электронный дифференциатор / Л. Я. Ильницкий // Науч.-техн. конф. молодых учёных: труды. — К., 1957. — С. 44.
- Нелинейные искажения электронных дифференциаторов / Л. Я. Ильницкий // Юбилейная науч.-техн. конф. : труды. — Львов: Изд-во Львов. политех. ин-та, 1957. — С. 181—182.
- Методы осциллографического исследования дифференциальных параметров электронных ламп / Л. Я. Ильницкий // Изв. ВУЗ. Сер. Радиотехника.–1958.–№ 2.– С. 187—193.
- Влияние амплитудной характеристики электронного дифференциаторастора на вычисление производной / Л. Я. Ильницкий // Изв. ВУЗ.Сер. Радиотехника.–1959.– Т. 2, № 6. — С. 729—737.
- Дифференцирование вольт-амперных характеристик электронных ламп / Л. Я. Ильницкий//Изв. ВУЗ.Сер. Радиотехника. — 1959. — Т. 2, № 4. — С. 405—413.
- Электронный дифференциатор с устранением принципиальной ошибки / Л. Я. Ильницкий // Науч.-техн. конф. общ-ва НТОРЭС им. А. С. Попова: труды. — Новосибирск, 1959. — С. 23.
- Абсорбционный анализатор окислов азота в крепкой отбеленной азотной кислоте / Л. Я. Ильницкий // Химическая промышленность. — 1961. — № 1. — С. 66-70.
- Время-импульсное устройство, выполняющее операцию деления / Л. Я. Ильницкий, В. В. Червецов // Изв. ВУЗ. Сер. Радиотехника. — 1961. — Т. IV, № 3. — С. 346—348.
- Генератор импульсов, период которых прямопропорционален управляющемунапряжению/Л. Я. Ильницкий, В. В. Червецов // Радиотехника. — 1961. — Т. 6, № 2. — С. 71-73.
- Исследование суммирующего устройства с положительной обратной связью / Л. Я. Ильницкий // Мат. моделир. и электрон. цепи. — 1961. — Вып. 2. — С. 271-82.
- Логарифмический делитель напряжения / Л. Я. Ильницкий, А. Т. Логунов, В. В. Червецов // Автоматика и приборостроение. — Киев, 1961. — № 4. — С. 47-48.
- Єлектронный дифференциатор с положительной обратной связью / Л. Я. Ильницкий//Радиотехника.–1961.– № 9. — С. 39-45.
- Электрическое логарифмирование отношения двух величин / Л. Я. Ильницкий, В. В. Червецов // Оптико-механическая промышленность. — 1961. — № 1. — С. 7-9.
- Импульсное делительное резонаторов с применением синхронного детектирования / Л. Я. Ильницкий, В. В. Червецов, В. А. Кравченко // Изв. ВУЗ. Сер. Радиотехника. — 1962. — Т. V, № 4. — С. 534—537.
- Моделирование операции деления линейным зарядом ёмкости / Л. Я. Ильницкий//Радиотехника.–1962.–Т.17, № 4. — С. 13-17.
- Испытание на надёжность делителя частоты импульсов / Л. Я. Ильницкий, В. А. Игнатов // Методы определения эксплуатац. надёжности авиацион. радиооборуд. : сб. науч. тр. / КИГВФ — К., 1963. — С. 61-65. 1963
- Расчёт и проектирование антенн: учеб. пособ. / Л. Я. Ильницкий. — К. : КИИГА, 1965. — 75 с.
- Синтез функциональных преобразователей с помощью цепных дробей / Л. Я. Ильницкий // Мат. моделир. и теория электр. цепей: сб. науч. тр. / КИИГА. — К.,1965.–Вып.3.– С. 81-91.
- Многофункциональное преобразование аналоговой величины / Л. Я. Ильницкий // Методы мат. моделир. и теория электрич. цепей: труды семинара / АН УССР. — К., 1967. — Вып. 5. — С. 371—380.
- Руководство к лабораторным работам по курсу «Антенные устройства» / сост. Л. Я. Ильницкий. — К. : КИИГА, 1968. — 76 с. — (М-во ГА СССР, КИИГА).
- Анализ управляемых усилителей переменным током / Л. Я. Ильницкий, В. М. Фисенко // Материалы ХІХ Укр. республ. науч.-техн. конф., посвящ. Дню радио. — Киев, 1969. — С. 6.
- Воспроизведение дробно-рациональных функций/ Л. Я. Ильницкий // Теоретич. радиотехника. — Львов, 1970. — Вып. 9. — С. 58-65.
- Применение дробно-рациональных приближений в теории функциональных преобразователей / Л. Я. Ильницкий. — К. : Наук. думка, 1971. — 244 с.
- Цепной обратимый функциональный преобразователь / Л. Я. Ильницкий, А. А. Болбот // Изв. ВУЗ. Сер. Приборостроение. — 1971. — Т. 14, № 2. — С. 65-67.
- Оценка самолётных ёмкостных шлейфовых антенн средних волн по их эффективности / Э. О. Брудный, Л. Я. Ильницкий // Антенны: сб. статей. — М., 1972.–Вып.15.– С. 75-79.
- Возможности компенсации погрешности множительных устройств в цепном функциональном преобразователе / Л. Я. Ильницкий, А. А. Болбот // Вопросы авиац. радиотехн. и техн. эксплуат. авиац. радиооборуд. : сб. науч. тр. / КИИГА. — К., 1973. — Вып. 8. — С. 3-4.
- Методи і засоби аналогових обчислень / Л. Я. Ільницький // Друг читача. — 1975. — № 47(813).*
- Связные и навигационные антенны самолётов / А. А. Болбот, Л. Я. Ильницкий, И. И. Куприянов. — Москва: Транспорт, 1978. — 175 с.
- Схемы линеаризации характеристик фоторезисторов / Л. Я. Ильницкий, Л. В. Сибрук, В. А. Хорошко // Гибридные вычисл. машины. — К. : Наукова думка, 1979. — С. 146—151.
- Антенные устройства аэропортов гражданской авиации / Л. Я. Ильницкий, А. А. Болбот.–М.Транспорт,1983. — 190 с.
- Criterio para la efectividad del control de los sistemas radioelectricos de informacion / L. Ilnitsky, Luis Valdes Sanregres // Comunicaciones, — Cuba, 1988. — vol. 21,№ 31.– Р. 26-30.
- Methodik zur Bestimmung der Verläblichkeit der Monitorkontrolle der Gleitwegsendeanlage(GRM)/ L. Ilnitsky, Luis Valdes Sanregres // Technisch-ökonomische Information der zivilen Luftfahrt. — Berlin, 1988. — № 6. — Р. 237—238.
- Multipath modeling for simulating the MLS performance / L. Ilnitsky, V. Khrolenko, L. Sibruk, M. Fuzik // ICAO AWOP-WP/641/1/5/2/93, fourteenth meeting, Montreal, 1993.
- Investgation of microwave landing system phased Antenna Array Reliabilit / L. Ilnitsky // Междунар. конф. «Теория и техника антенн». МКТТА'95, 21-23 ноябр. 1995, Харьков, Украина: тез. докл. — Х., 1995. — C. 60.
- Забезпечення електромагнітної сумісності систем ЧМ мовлення і засобів радіонавігації та зв'язку цивільної авіації / Л. Я. Ільницький, С. К. Оніщук, М. І. Фузік // The III Int. Sciens Conf. on Telecomunication, Audio and Television Broadcasting, 1997, Odessa, UA: proceedings. — Odessa, 1997. — P. 220—223.
- Антени: навч.посібник/Л. Я. Ільницький, Л. В. Сібрук.– К. : КМУЦА, 1998. — 216 с.
- Дослідження явищ інтерференції при поширенні радіохвиль над відбиваючою поверхнею: метод. вказівки до лаб. роботи 3 для студ. спец. 7.090702 «Радіоелектр. пристрої, системи та комплекси» / уклад. Л. Я. Ільницький. –К.: КМУЦА, 1999. — 12 с.
- Організація системи радіочастотного моніторингу в транспортно-дорожньому комплексі України / Л. Я. Ільницький, М. І. Фузік // XVIII звітна наук.-техн. конф. ун-ту за 1997 рік, 12-15 травня 1998 р./КМУЦА: тез.доп.– К. : КМУЦА, 1998. — С. 63-64.
- Проблеми оцінки впливу електромагнітних полів на показники надійності ергатичних систем/В. О. Іванов, Л. Я. Ільницький, О. Л. Петрашевський, В. Т. Богатир // Вісник Київ. міжнар. ун-ту цивіл. авіац. — 1998. — № 1. — * С. 134—140.
- Становлення термінології щодо антенної техніки / Л. Я. Ільницький // Наук.-практ. конф. «Зв'язок»: матеріали. — Київ, 1998. — С. 152.
- Дослідження області простору, істотної для поширення радіохвиль: метод. вказівки до лаб. роботи 1 для студ. спец. 7.090702 «Радіоелектронні пристрої, системи та комплекси» / уклад.: Л. Я. Ільницький. — К. : КМУЦА, 1999. — 20 с.
- Complex reflectivity meter in microwave paths / L. Ilnitsky, L. V. Sibryk, M. I. Fuzik // Antenna Theory and Techniques: ргос. of the Third Int. Conf., Sevastopol, 8-11 September. — Sevastopol, 1999. — Р. 453—456.
- Вимірювання вхідного опору короткої антени: метод. вказівки до лаб. роботи 1 для студ. усіх спец. 7.090702 «Радіоелектронні пристрої, системи та комплекси»/уклад.: Л. Я. Ільницький, Л. В. Сібрук. — К. : КМУЦА, 2000.– 16 с.
- Дослідження ромбічної антени: метод. вказівки до лаб. роботи 3 для студ. спец. 7.090702 «Радіоелектронні пристрої, системи та комплекси» / уклад.: Л. Я. Ільницький, Л. В. Сібрук. — К. : НАУ, 2001.– 16 с.
- Методика оцінювання якості електромагнітної обстановки в зоні дії курсового радіомаяка системи посадки літаків / В. О. Іванов, Л. Я. Ільницький, В. Т. Богатир // ІІІ Міжнар. наук.-техн. конф. «АВІА-2001», (Київ, 24-26 квіт. 2001 р.): матеріали конф. / МОН України, НАУ. — К.., 2001. — Т. 3. — С. 10.36-10.39.
- Автоматизація вимірювань ширини смуги випромінювання / Л. Я. Ільницький, Л. В. Сібрук, З. В. Сугоняк // Вісник Нац. авіац. ун-ту. — 2002. — № 2(13). — С. 113—118.
- Теоретичні засади побудови інтелектуальних систем спостереження і охорони / Л. Я. Ільницький, А. О. Пеньков, А. А. Шульгіна // IV Міжнар. наук.-техн. конф. «АВІА-2002», (Київ, 23-25 квіт. 2002 р.): матеріали конф. / МОН України, НАУ. — К., 2002. — Т. 2. — С. 22.47-22.50.
- Antennas. Part 1:Lectures synopsis / L. Ilnitskij, L. Sibruk. — K. : NAU, 2003. — 148 p.
- Antennas. Part 2 : Lectures synopsis / L. Ilnitskij, L. Sibruk. — K. : NAU, 2005. — 106 p.
- Antennas. Part 3 : Lectures synopsis / L. Ilnitskij, L. Sibruk. — K. : NAU, 2005. — 64 p.
- Комп'ютерне керування самофокусувальною антеною з адаптивною поляризацією / Л. Я. Ільницький, О. А. Щербина // Проблеми інформатизації та управління: зб. наук. пр. / НАУ. — К., 2005. — Вип. 12. — С. 82-85.
- Основи побудови радіоканалів: метод. рек. до виконання курс. проекту для студ. спец. 6.091000 «Електронна побутова апаратура» / уклад.: Л. Я. Ільницький, О. Д. Любимов, Ю. М. Журавльов. — К. : НАУ, 2007. — 48 с.
- Особливості колового ортогонального поляризаційного базису / Л. Я. Ільницький, Л. В. Сібрук, Є. І. Габрусенко // Електроніка та системи управління: зб. наук. пр. / НАУ. — 2007. — № 1(11). — С. 54-61.
- Super High-Frequency Devices: study guide / L. Ilnitskij, L. Sibryk. — К. : NAU, 2008. — 128 p.
- Застосування комп'ютерно-інформаційних технологій для контролю режиму роботи симетричних ліній / Л. Я. Ільницький, В. Т. Богатир, Л. В. Сібрук // ІІ Міжнар. наук.-техн. конф. «Теорія та методи обробки сигналів», травень, 2008 / НАУ. — К., 2008. — С. 51-52.
- Імітатор сигналів супутників системи GPS / Л. Я. Ільницький, О. А. Щербина, Ю. М. Федієнко, А. О. Загребельний // Проблеми інформатизації та управління: зб. наук. пр. / НАУ. — К. : НАУ. — № 1(29). — С. 86-89.
- Параметричний синтез панельних антен / Л. Я. Ільницький, О. А. Щербина, Д. Р. Михайлішенко // Наукоємні технології: зб. наук. пр. / НАУ. — К., 2011. — № 3-4(11-12). — С. 55-58.
- Оптимізація конструктивних параметрів директорної антени / Л. Я. Ільницький, О. А. Щербина // Електроніка та системи управління: зб. наук. пр. / НАУ. — К., 2012. — № 2(32). — С. 153—158.
- Пристрої надвисоких частот та антени: навч. посіб. / Л. Я. Ільницький, Л. В. Сібрук, О. А. Щербина. — К. : НАУ, 2013. — 188 с.
- Електромагнітна сумісність радіоелектронної апаратури: навч. посібник / Л. Я. Ільницький, В. О. Іванов, Є. І. Габрусенко, О. А. Щербина. — К. : НАУ, 2014. — 312 с.
- Parameters Measurements and Operating Mode Determination for Microwave Circuits / L. Ilnitskij, L. Sibruk, O. Shcherbina // Microwave Radar and Remote Sensing Symposium: proceed. of Int. Science Conf. 2014, Sept. 23-25, Kiev. — P. 61-63.

## Інтернет ресурси
- http://logos-ukraine.com.ua/project/index.php?project=nued&id=53 [Архівовано 17 серпня 2016 у Wayback Machine.]
- https://web.archive.org/web/20160310212814/http://rps.nau.edu.ua/?page_id=725
- http://er.nau.edu.ua/handle/NAU/14788 [Архівовано 21 квітня 2018 у Wayback Machine.]